# Norbert Straßburger
Norbert Straßburger (* 20. März 1948) ist ein ehemaliger deutscher Fußballspieler. In den 1970er und 1980er Jahren spielte er für die Fußballspielvereinigung (FSV) Lokomotive Dresden in der zweitklassigen DDR-Liga. 

## Sportliche Laufbahn
Von 1969 bis 1971 gehörte Norbert Straßburger zu Kader der 2. Mannschaft der Spielvereinigung Lok Dresden in der drittklassigen Bezirksliga Dresden. In der Saison 1970/71 debütierte er in der 1. Mannschaft mit acht Einsätzen in der DDR-Liga, wobei er sein erstes Zweitligator erzielte. Danach war er in sieben Spielzeiten stets Stammspieler. In den 150 Ligaspielen dieses Zeitraums kam er in 134 Ligaspielen zum Einsatz und wurde viermal Torschützenkönig der Spielvereinigung. Mit elf Treffern schoss er als bester Torschütze seine Mannschaft 1977/78 zum Tabellersten der Ligastaffel D, sodass die FSV an den Aufstiegsspielen zur DDR-Oberliga teilnehmen konnte. Straßburger wurde in den acht Aufstiegsspielen nur einmal eingesetzt, und die Dresdner konnten sich nicht qualifizieren. Nach zwei schwächeren Spielzeiten 1978/79 und 1979/80 mit nur 26 Einsätzen in 44 Ligaspielen und nur zwei bzw. drei Toren ging Straßburger 1980 in seine letzte DDR-Liga-Saison. Diesmal verpasste er nur ein Punktspiel und kam noch dreimal zum Torerfolg. Nach Abschluss der Saison 1980/81 trat er 33-jährig als Fußballspieler im Leistungsbereich zurück. Zwischen 1970 und 1981 hatte er in elf Spielzeiten in der DDR-Liga 189 Punktspiele und ein Aufstiegsspiel bestritten und hatte dabei 60 Tore erzielt. Zwischen 1984 und 1988 trainierte er mit Unterbrechungen die FSV Lok Dresden, die inzwischen in die Bezirksliga abgestiegen war. 